# Vengaboys
Vengaboys er en hollandsk eurodancegruppe fra Rotterdam. Gruppen blev dannet af de hollandske producere Wessel van Diepen og Dennis van den Driesschen (kendt som Danski og Delmundo). Gruppen består af sangerne Kim Sasabone, Denise Post-Van Rijswijk, Robin Pors og Donny Latupeirissa. Diepen stod for casting og udvælgelse af medlemmerne.
Gruppen opnåede succes i slutningen af 1990'erne. De er bedst kendt for deres hitsingler "We Like to Party", "Boom, Boom, Boom, Boom!!" og "We're Going to Ibiza", hvoraf de to sidste nåede førstepladsen af UK Singles Chart. De har solgt omkring 25 millioner albums på verdensplan. Den 2. maj 2001 gav World Music Awards Vengaboys prisen for årets bedstsælgende dance-gruppe. I 2019 kaldte den hollandske webavis Nu.nl gruppen for den mest succesfulde hollandske popgruppe nogensinde.

## Medlemmer
Nuværende
- Kim Sasabone (1997–2002, 2007–nu)
- Denise Post-Van Rijswijk (1998–2002, 2007–nu)
- Robin Pors (1998–1999, 2009–nu)
- Donny Latupeirissa (2007–nu)

Tidligere
- Roy den Burger (1998–2002)
- Yorick Bakker (1999–2002, 2007–2009)

## Diskografi
- Up & Down - The Party Album / The Party Album (1998)
- The Platinum Album (2000)